# کربن نوع سوم
| کربن سوم                                                        |
| --------------------------------------------------------------- |
|                                                                 |
| فرمول ساختاری ایزوبوتان (کربن نوع سوم به رنگ قرمز مشخص شده‌است.) |

کربن نوع سوم کربنی است که به سه اتم کربن دیگر متصل است. به همین دلیل، اتم‌های کربن نوع سوم فقط در هیدروکربن‌هایی یافت می‌شوند که حداقل چهار اتم کربن دارند. این هیدروکربن‌ها را هیدروکربن‌های اشباع می‌نامند زیرا فقط حاوی پیوندهای منفرد کربن-کربن هستند. کربن‌های نوع سوم دارای هیبریداسیون sp3 هستند. اتم‌های کربن نوع سوم می‌توانند به عنوان مثال در آلکان‌های شاخه‌دار وجود داشته باشند، اما در آلکان‌های خطی وجود ندارند.
|                                | کربن اولیه    | کربن ثانویه   | کربن نوع سوم  | کربن نوع چهارم |
| ساختار عمومی (R = استخلاف آلی) | frameless=1.0 | frameless=1.0 | frameless=1.0 | frameless=1.0  |
| بخشی از فرمول ساختاری          | frameless=1.0 | frameless=1.0 | frameless=1.0 | frameless=1.0  |